# Phaseolus augustii
Phaseolus augustii är en ärtväxtart som beskrevs av Hermann August Theodor Harms. Phaseolus augustii ingår i släktet bönor, och familjen ärtväxter. Inga underarter finns listade i Catalogue of Life.